# Eremophila lehmanniana
Eremophila lehmanniana är en flenörtsväxtart som först beskrevs av Otto Wilhelm Sonder och Johann Georg Christian Lehmann, och fick sitt nu gällande namn av R.J. Chinnock. Eremophila lehmanniana ingår i släktet Eremophila och familjen flenörtsväxter. Inga underarter finns listade i Catalogue of Life.